# Phyllophaga lalanza
Phyllophaga lalanza är en skalbaggsart som beskrevs av Saylor 1941. Phyllophaga lalanza ingår i släktet Phyllophaga och familjen Melolonthidae. Inga underarter finns listade i Catalogue of Life.